# Emmanuel Frimpong
Emmanuel Yaw Frimpong (Kumasi, 10 januari 1992) is een Ghanees voormalig voetballer die bij voorkeur als verdedigende middenvelder speelde. Hij speelde onder andere voor Arsenal. Frimpong bezit zowel een Engels als een Ghanees paspoort. In maart 2019 maakte Frimpong bekend te stoppen met professioneel voetbal op 27-jarige leeftijd door een slepende knieblessure.

## Vroegere leven
Frimpong werd geboren in Kumasi, Ghana, maar verhuisde op jonge leeftijd naar de Londense wijk Tottenham. Op zijn negende tekende hij een contract bij Arsenal FC, dat hem opnam in de Arsenal Academy, waarin hij alle jeugdploegen doorliep.  

### Seizoen 2011-2012
Op 13 juli 2011 viel Frimpong in in het oefenduel tegen Malasia XI en speelde hij 45 minuten. Zijn Premier League-debuut volgde op 13 augustus tijdens de eerste speeldag van het seizoen. Hij viel in voor Tomáš Rosický. Drie dagen later (op 16 augustus) maakte hij ook zijn UEFA Champions League debuut. Wederom viel hij in voor Rosický in de match tegen Udinese. 16 augustus was de dag waarop Frimpong voor het eerst een basisspeler bij Arsenal was, tegen Liverpool FC was dat. In de 69ste minuut incasseerde hij een rode kaart waardoor hij vroegtijdig moest gaan douchen. Op 31 december 2011 maakte Arsenal bekend Frimpong de rest van het seizoen te verhuren aan Wolverhampton Wanderers. Op 6 februari 2012 scheurde hij zijn kruisband waardoor hij negen maanden inactief was. Op 15 februari 2012 keerde Frimpong terug bij Arsenal. Op 19 november 2011 leende Arsenal hem uit aan Charlton Athletic. Op 31 december 2012 keerde hij terug bij Arsenal. Op 25 januari 2013 leende Arsenal Frimpong voor zes maanden uit aan Fulham. Hij speelde er zes competitiewedstrijden. In juli 2013 keerde hij terug.